# Sudan-Streitaxt
Die Sudan-Streitaxt ist eine Waffe aus dem Sudan.

## Beschreibung
Die Sudan-Streitaxt hat eine einschneidige, halbmondförmige Klinge. Die Klinge ist mit einem Auge und einer metallenen Tülle  am Schaft befestigt. Gegenüber der Klinge ist eine scharfe Schlagspitze ausgeschmiedet, die bei manchen Versionen rund und s-förmig ausgeführt ist. Bei manchen Versionen ist am Schaftende noch eine etwa 14 cm lange, speerförmige Spitze angebracht. Das Schaft ist aus Holz und oft zur besseren Griffigkeit  mit Leder überzogen. Diese Axt wird von Ethnien im Sudan benutzt.